# Mörman
Mörman är en bayersk adelsätt känd sedan 1600-talet. Kända medlemmar av ätten finns i flera europeiska länder, främst Finland, Sverige, Estland, Lettland och Tyskland. Släkten antas härstamma från det tidigare svenska hertigdömet Livland med anfader Hugo Mörman.